# Cambridge, Minnesota
Cambridge är administrativ huvudort i Isanti County i delstaten Minnesota. Orten hade 8 111 invånare enligt 2010 års folkräkning.